# Кміцикевич Володимир Фердинандович
Кміцикевич Володимир Фердинандович (28 серпня 1863, Польща — 29 липня 1942, Чернівці) — український лексикограф, перекладач, педагог.

## Біографія
Викладав класичну філологію у гімназіях Галичини й Буковини (див. Українська гімназія у Чернівцях). Один із засновників Педагогічного товариства ім. Г. Сковороди в Чернівцях.

## Наукова діяльність
Уклав «Німецько-український словар» (1912, співавтори — Спілка В.), який присвятив Іванові Франкові та Ользі Кобилянській, і «Грецько-український словник» (1922—1923).
Переклав з німецької мови драму «Вільгельм Телль» Ф. Шиллера (вид. у Львові 1887 з передмовою І. Франка), з латинської — «Оборона Сократа» Платона (1903).
Автор ряду історико-літературних статей.